# Kevin McNamara (Politiker)

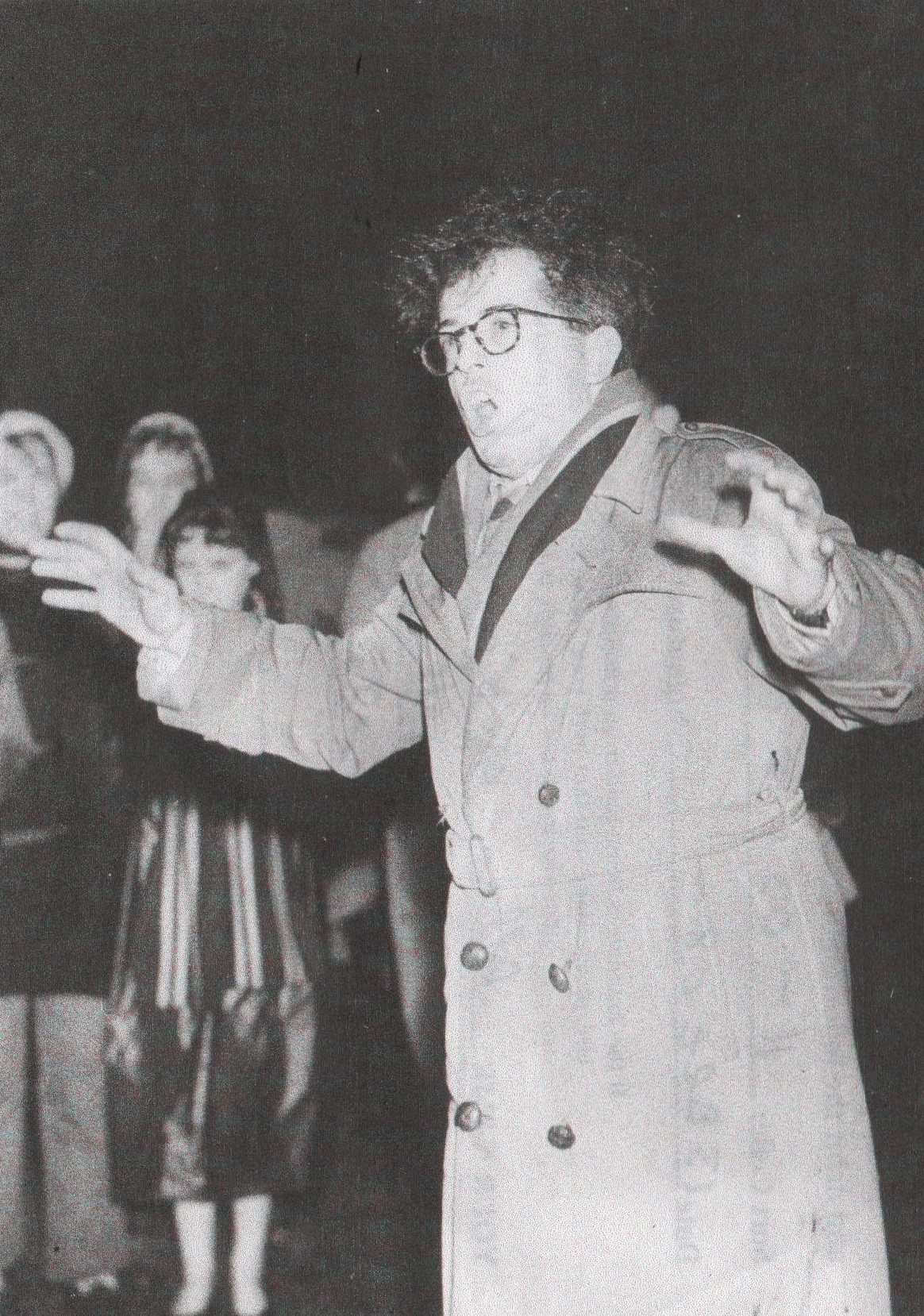
Kevin McNamara, 2012

Joseph Kevin McNamara (* 5. September 1934 in Liverpool; † 6. August 2017 in Formby) war ein britischer Politiker und Abgeordneter der Labour Party.

## Leben
McNamara wurde 1934 als einer von vier Söhnen von Agnes und des Seemannes Patrick McNamara geboren. Er besuchte das St. Mary’s College in Crosby. An der University of Hull begann er anschließend ein rechtswissenschaftliches Studium. Nach dem Studium unterrichtete er ab 1958 am St. Mary’s College in Kingston upon Hull und dann von 1964 bis 1966 Rechtswissenschaften am  Hull College of Commerce.
Schon als Schüler war er 1951 Mitglied der Labour Party geworden. 1964 kandidierte er für den Wahlbezirk Bridlington bei den Unterhauswahlen, konnte sich jedoch nicht durchsetzen. Bei der Nachwahl im Jahr 1966 konnte er dann für seine Partei den Sitz des Wahlbezirks Hull North im House of Commons erringen. McNamara gehörte dem linken Flügel seiner Partei an. Nach seiner Wahl wurde er parlamentarischer Sekretär von Wirtschaftsminister Peter Shore, wurde aber aufgrund seiner radikalen Ansichten 1974 nicht erneut berufen. Von 1982 bis 1987 war er Sprecher für Verteidigungsfragen und von 1987 bis 1994 für Nordirland. In dieser Funktion setzte er sich vor allem für die Wiedervereinigung Irlands ein. Mit der Übernahme des Parteivorsitzes durch Tony Blair endete McNamaras aufstrebende Karriere. Blair löste ihn als Nordirland-Sprecher ab. Zwar wurde McNamara Sprecher für die öffentliche Verwaltung und damit Minister im Schattenkabinett von Blair, trat aber nach nur einem Jahr im Amt zurück, weil der Parteivorsitzende Blair die fortgesetzte Trennung Irlands unterstützte. McNamara war aber auch enttäuscht von Blairs wirtschaftsfreundlichem Kurs. McNamara war überzeugter Gewerkschafter und war mehr als 30 Jahre Vorsitzender der parlamentarischen Gruppe der Transport and General Workers’ Union.
2005 ging McNamara in den Ruhestand. 2007 promovierte er am Fachbereich für Irlandstudien der University of Liverpool über die MacBride-Prinzipien, einen Verhaltenskodex für US-Unternehmen, die in Nordirland wirtschaften.

## Privates
McNamara war römisch-katholisch. Er hatte seine Frau Nora Jones an der University of Hull kennengelernt. Das Paar war seit 1960 verheiratet und hat vier Söhne und eine Tochter. Ein Sohn starb 2013.

## Ehrungen
- Ritter des Gregoriusordens[4]